# خفاش انگشت‌دراز فیلیپین
خفاش انگشت‌دراز فیلیپین (نام علمی: Miniopterus paululus) نام یک گونه از سرده خفاش‌های بال‌خمیده است.